# Seleção Egípcia de Futsal
A Seleção Egípcia de Futsal é a seleção oficial de futebol de salão do Egito, que tem como unidade organizadora a Federação Egípcia de Futebol.
O Egito disputou sua primeira Copa do Mundo de Futsal da FIFA em 1996, quando alcançou a primeira vitória para a África na história da competição ao vencer a Austrália por 8 a 2. Quatro anos mais tarde, ganhou uma vaga nas quartas-de-final com vitórias notáveis sobre o Uruguai e Rússia.
Os Faraós apareceram pela terceira vez consecutiva no Campeonato Mundial de Taipei e apesar de uma desclassificação na primeira fase, eles deixaram a sua marca com a maior goleada do torneio, 12-0 sobre os anfitriões.

## Títulos
- Campeonato Árabe de Futsal (2): 1998 e 2005
- Campeonato Africano de Futsal (3): 1996, 2000 e 2004